# Georg Friedrich Gans
Georg Friedrich Gans (13. září 1697 Chomýž – 9. červenec 1763 Krnov) byl stavitel působící v Krnově a okolí.

## Život
Byl synem Andrease Ganse (1672–1729) krnovského cechmistra zednického a kamenického cechu a krnovského městského stavitele. V roce 1720 byl přijat mezi krnovské měšťany jako zedník a štukatér. Po otcově smrti zastával funkci městského stavitele a cechmistra zednického cechu. Od třicátých let 18. století byl jediným stavitelem v Krnově, který mohl přestavovat městské domy. V roce 1727 koupil v Krnově dům č.p. 78 na tzv. Dřevěném trhu, ve kterém bydlel.

## Dílo
- 1722 stavitel poutního kostela Panny Marie Sedmibolestné a Povýšení svatého Kříže na Cvilíně u Krnova spolu s otcem Andreasem.[7]

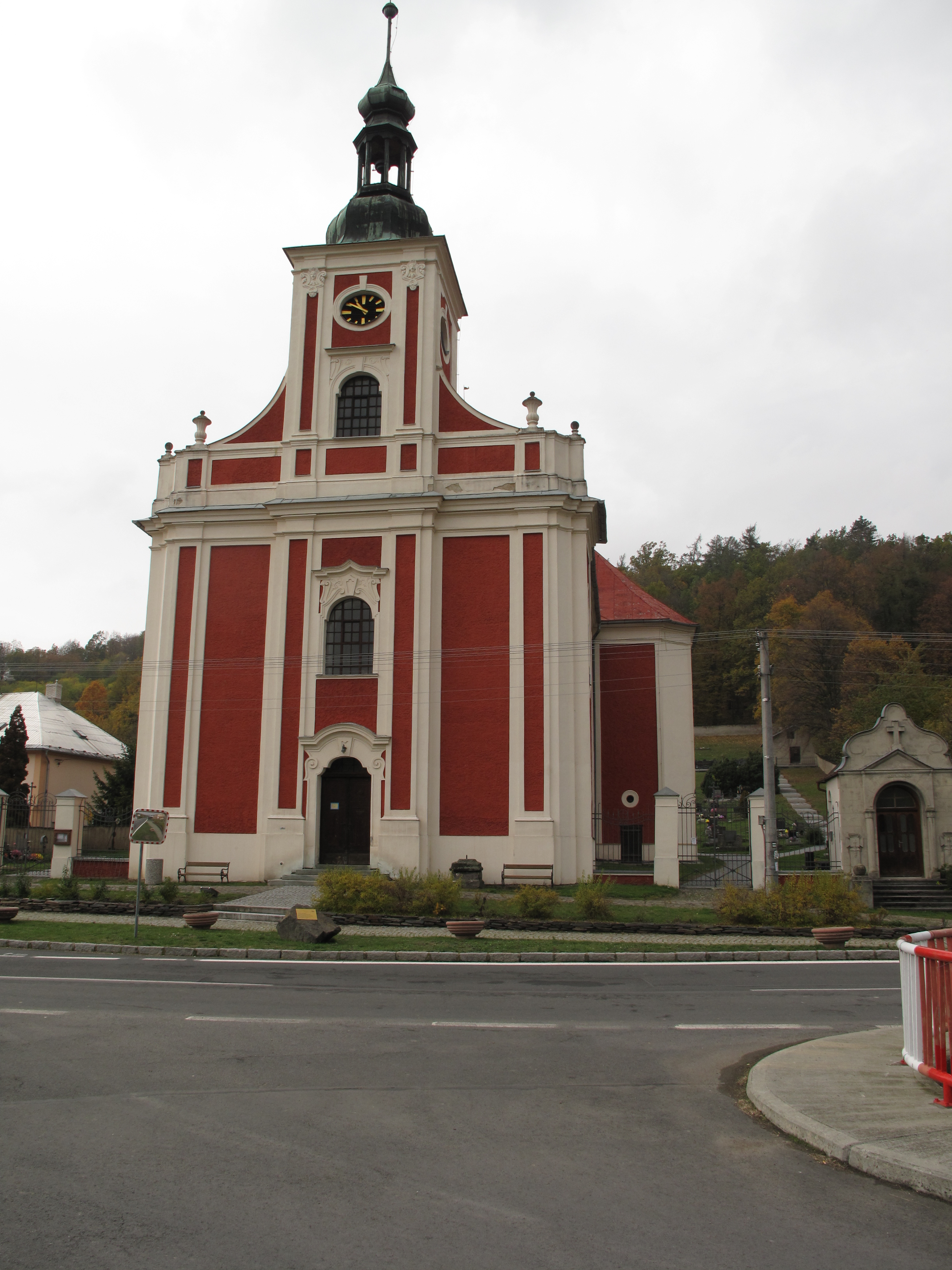
Kostel sv. Mikuláše v Lichnově.

- Kostel sv. Mikuláše v Lichnově.1733 farní kostel svatého Mikuláše v Lichnově[7]
- 1733 rozšíření cisterciáckého kostela Nanebevzetí Panny Marie, Jemelnice (Jemielnica, Polsko) a přestavba klášterního komplexu tamtéž[7]
- 1736–1740 přestavba zámku v Bílovci,[8]
- 1740–1746 poutní kostel Narození Panny Marie, Pszow,[7]
- 1749 klášter františkánů u poutního kostela na Hoře sv. Anny (Góra św. Anny, Polsko)[6]
- 1747–1756 kostel Navštívení Panny Marie, Město Albrechtice,[7][9]
- 1751–1755 vojenské kasárny, Těšín,[8]
- 1754–1755 kostel Neposkvrněného početí Panny Marie, Václavov u Bruntálu,[10][7]
- 1754 (1755–1758) mariánský poutní kostel Panny Marie Pomocné, Uhlířský vrch u Bruntálu,[8] [11]

- zámek Bruntál návrh úprav pro velmistra řádu německých rytířů Klementa Augusta Bavorského[12]

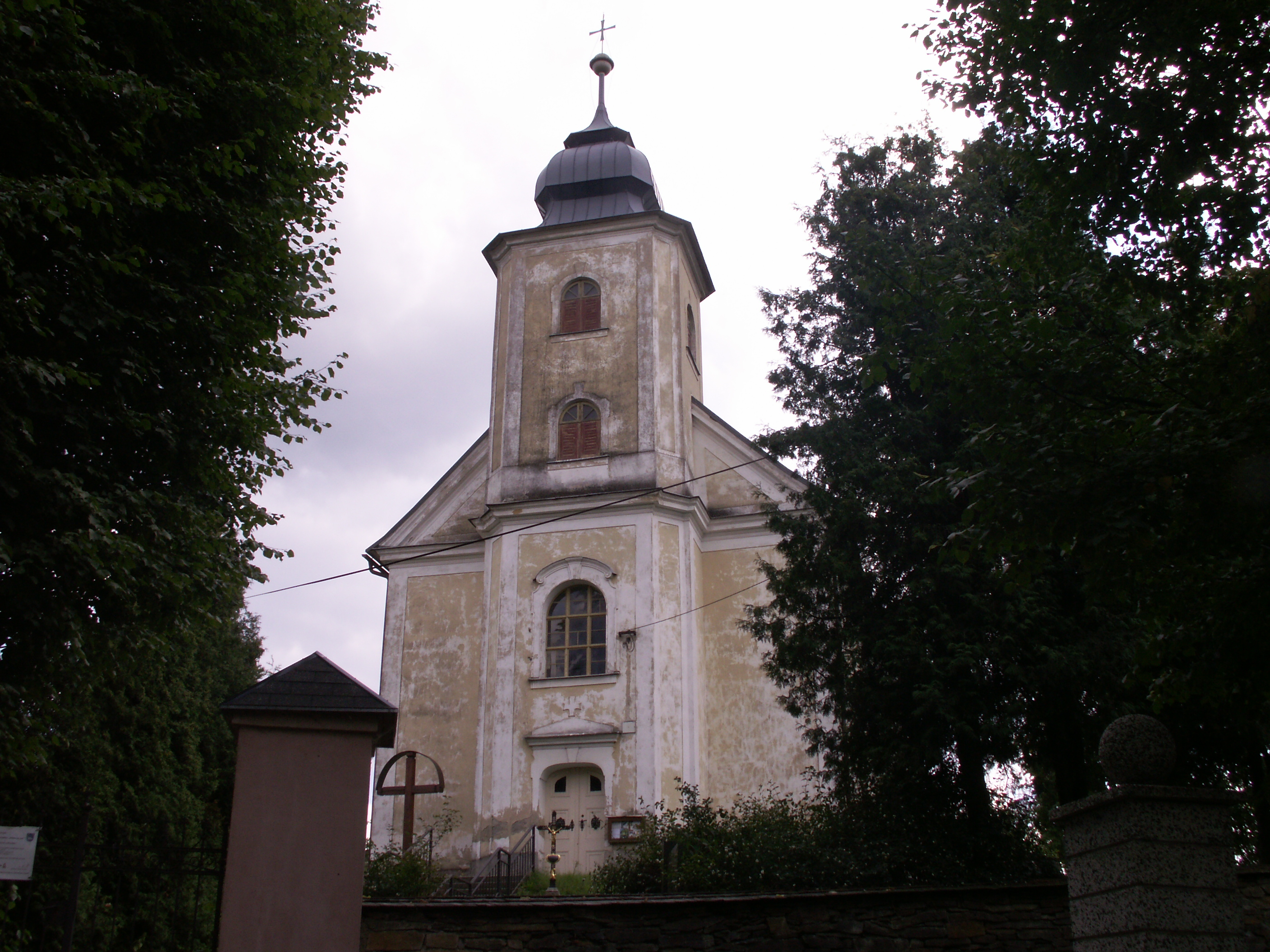
Václavov u Bruntálu. Kostel Neposkvrněného početí Panny Marie.

- 1746 předběžné náklady na přestavbu [13] a přestavba fary, Jindřichov, 1756 návrh mariánského sousoší Panny Marie Immaculaty, Jindřichov,[7]